# Berend Cornelissen
Berend Cornelissen (* um 1592/93 in der Provinz Groningen; † begraben am 13. Mai 1684 in Husum) war ein niederländischer Tischler und Bildschnitzer.

## Leben
Berend Cornelissen war ein Sohn des Tischlers und Bildschnitzers Cornelius Berends, der 1631/32 in Husum starb. Die Vorfahren väterlicherseits stammten aus Groningen. Name und Herkunft der Mutter sind unbekannt. Um 1600 zogen Vater und Sohn Cornelissen nach Husum. Berend Cornelissen ging vermutlich bei seinem Vater in die Lehre. Dokumentiert ist jedoch nur, dass er vor Weihnachten 1614 in Husum „aus der Lehre gegeben“ wurde und sich Geselle nennen durfte.
Nach der Lehrzeit ging Cornelissen für mindestens vier Jahre auf Wanderschaft. Vielleicht besuchte er dabei Hamburg, wo er bei Ludwig Münstermann gelernt haben könnte. Ab 1623, als er sich in das Amtsbuch der Snitkerinnung eintrug, lebte er nachweislich wieder in Husum. Hier bekam er seinen Meisterbrief und legte den Bürgereid ab. In der Innung fungierte er 1647 als Aldermann, von 1664 bis 1668 als „oldester Aldermann“ und 1677/78 als „Jüngster Oldermann“.

## Werke

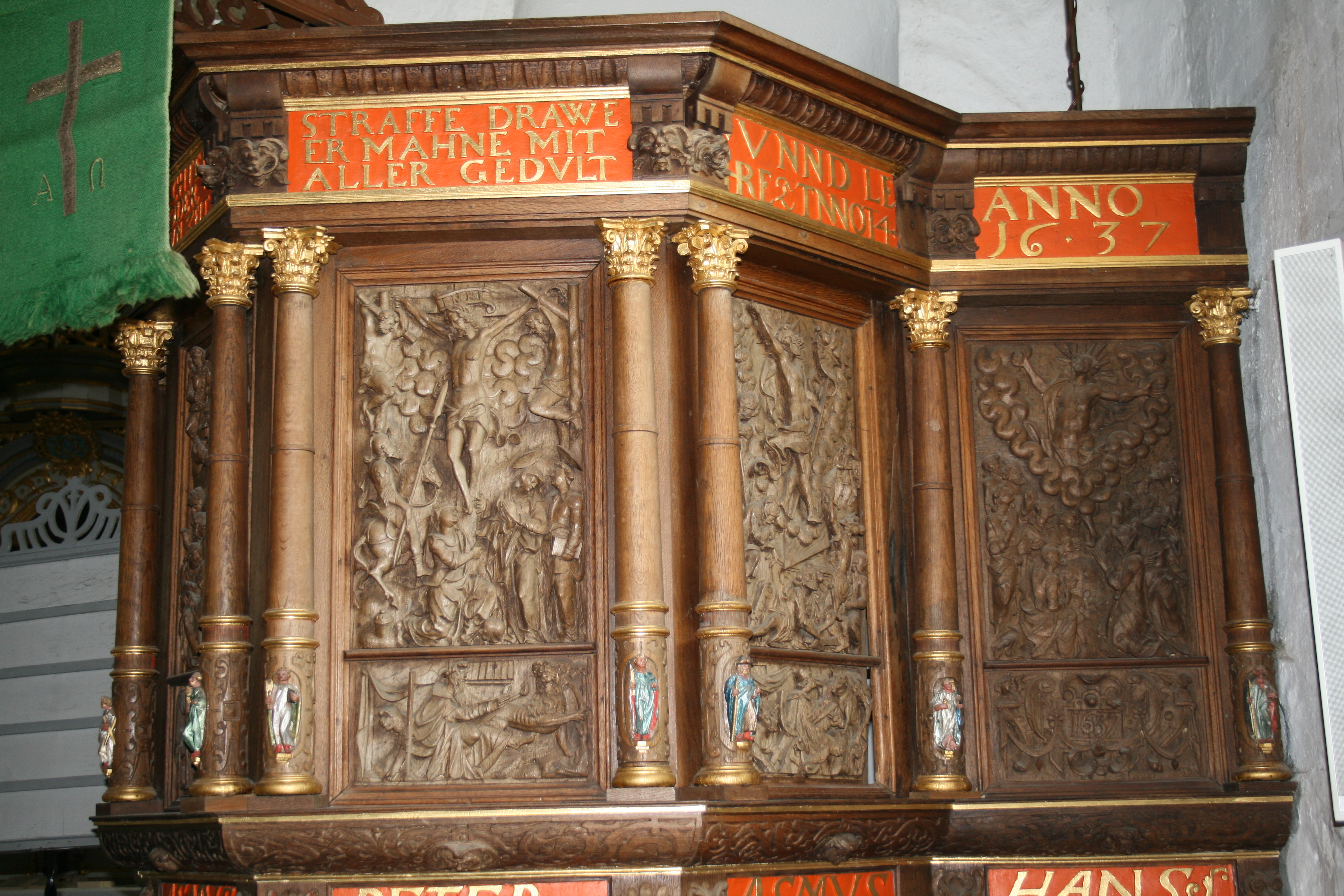
Von Cornelissen signierte Kanzel der Kirche von Rabenkirchen

Keines der Werke Cornelissens ist durch Dokumente belegt. Nachweislich ist, dass er 1651, 1653, 1656 und 1668 in der Husumer Kirche arbeitete, dabei zumeist aber nur als Handwerker tätig war. Aufgrund von Signaturen, die höchstwahrscheinlich von ihm stammen, kann man davon ausgehen, dass er 1642 den sogenannten Rotter Abendmahlschrank, der seit 2013 im Nordfriesland Museum. Nissenhaus Husum ausgestellt wird, schnitzte. Eine vergleichbare Signatur ist an der Kanzel der St.-Marien-Kirche in Rabenkirchen zu finden.
Auf Basis der signierten Werke können Cornelissen weitere Stücke zugeordnet werden, beispielsweise die Kanzeln der Dorfkirche Bergenhusen von 1637, der St.-Katharinen-Kirche in Gelting und der Marienkirche in Horsbüll von 1655, die nach Aufbau und Bildprogramm der Rabenkirchner Kanzel entsprechen. Die weitgehend identischen Reliefs der Brüstungsbilder mit Szenen der Passionsgeschichte sind nach derselben Vorlage geschaffen.
Zudem werden Cornelissen auch einzelne Figuren zugeschrieben. Zu nennen ist der „Christus im Elend“ in Hattstedt, der 1647 geschaffen wurde und gegebenenfalls den Deckel eines Taufbeckens verzierte. Hinzu kamen Möbel wie eine Schenkschive von 1642, die im Landesmuseum auf Schloss Gottorf ausgestellt ist.
Cornelissens Stil zeigt Übergänge von der Renaissance zum Barock. Seine Figuren sind bewegt, die Gewänder fallen flüssig, die Ohrmuschel- und Knorpelornamente teilweise überdeutlich ausgeprägt. Die Reliefs gestaltete er nicht kreativ. Wie seinerzeit üblich verwendete er Kupferstiche, die ihm als Vorlagen dienten.

## Familie
Cornelissen heiratete in erster Ehe Elisabeth, die zwischen 1643 und 1664 starb. In zweiter Ehe heiratete er Christine, verwitwete Paulsen aus Rantum. Sie starb 1675.
Cornelissen hatte drei Töchter und zwei Söhne. Beide Söhne machten bei ihrem Vater eine Lehre. Der Sohn Caspar (* 1645) führte vermutlich die Werkstatt seines Vaters weiter und wurde 1672 in Husum zum Meister ernannt. Zu Cornelissens Onkeln gehörte wahrscheinlich Johann von Groningen († 1602), der 1568 eine Kanzel in Mildstedt schuf und gleichzeitig am Husumer Kloster arbeitete.